# Bijbel van 1360
De Bijbel van 1360 werd geschreven door de zogeheten Bijbelvertaler van 1360. Hij is na Jacob van Maerlant de meest vruchtbare vertaler uit de Middelnederlandse letterkunde. Deze anonymus was een kartuizer, die in de tweede helft van de veertiende eeuw leefde en werkte in het klooster te Herne, gelegen nabij Brussel. Belangrijke teksten uit de christelijke traditie, zoals de Regel van Benedictus, de Homelieën van Gregorius en de Legenda aurea van Jacobus de Voragine, werden door hem in het Middelnederlands overgezet.

## Inhoud
Een belangrijk onderdeel van het oeuvre van de Bijbelvertaler vormt de bijbel. Hij begon met de vertaling van een Historiebijbel, die hij in 1361 voltooide in opdracht van Jan Taye, een Brussels patriciër. De Historiebijbel omvat zoals gewoonlijk alleen de historische boeken van de bijbel, wat wil zeggen dat alleen de historisch verhalende stof wordt opgenomen, zoals de Pentateuch, de Kronieken en de Evangeliën. De profetische (zoals Jeremia en Jesaja) en didactische stof (bijvoorbeeld Spreuken en Wijsheid) ontbreken. De Bijbel van 1360, een Historiebijbel in de volkstaal, is geïnspireerd op een Latijns voorbeeld, de Historia scholastica van Petrus Comestor († 1179). De historische boeken zijn hierin ontleend aan de Latijnse Vulgata, soms in een bewerkte vorm en meestal uitgebreid met glossen en commentaren. De volkstalige traditie voegt hier later onbekommerd apocriefe en profane verhalen aan toe. Na de Historiebijbel richtte de Bijbelvertaler van 1360 zijn aandacht op de didactische Bijbelboeken en de profeten Jeremia en Jesaja; ook in dit geval deed hij dat op verzoek van Jan Taye. Pas rond 1385 zijn deze teksten door de Bijbelvertaler voltooid. Het vertaalproject aan de volledige Bijbel van 1360 heeft zich dus over enkele decennia uitgestrekt. 

## Overlevering

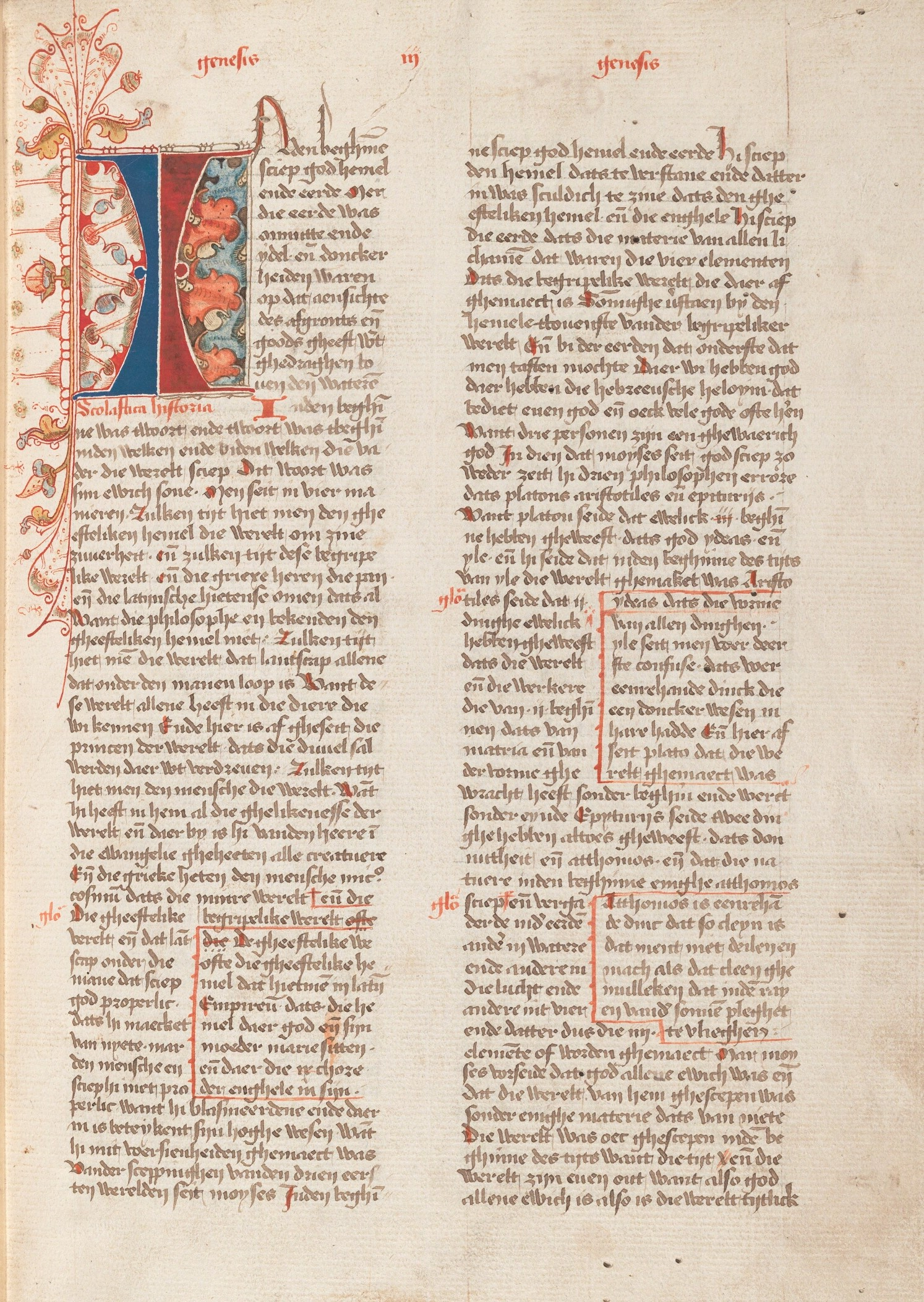
Fragment uit het Gentse exemplaar van de Bijbel van 1360. Gemaakt in de Zuidelijke Nederlanden, ca. 1465.

We beschikken nauwelijks over veertiende-eeuwse handschriften van deze Zuid-Nederlandse bijbelvertaling. De handschriftelijke overlevering begint pas rond 1430 echt op gang te komen, en dan in eerste instantie in de Noordelijke Nederlanden. Er zijn slechts twee fragmenten die vóór 1400 worden gedateerd (in Den Haag en in Londen), alsmede één handschrift met een volledige psalmenvertaling (Brussel). Een belangrijk probleem is dat het handschrift en een van beide fragmenten vertalingen bevatten waarvan de toeschrijving aan de Bijbelvertaler van 1360 onzeker is: Job en de Psalmen. Daarom is het moeilijk om vijftiende-eeuwse manuscripten volledig toe te schrijven aan de Bijbelvertaler van 1360. Van deze manuscripten zijn er echter wel veel exemplaren verspreid. Zo vinden we er bijvoorbeeld eentje terug in de Universiteitsbibliotheek Gent. Het manuscript is vervaardigd in de Zuidelijke Nederlanden en werd voltooid ca. 1465. Het werd gevonden in het Gentse Augustijnenklooster, waar het twee eeuwen bewaard bleef. Het manuscript bevat het eerste deel van de Bijbel van 1360 en een lijst met allerlei Bijbelse koningen.

## Terminologie
Tot nu toe wordt, als het de Bijbelvertalingen van de Bijbelvertaler van 1360 betreft, de omschrijving ‘Bijbel van 1360’ gebruikt, verwijzend naar de datum waarop de Historiebijbel werd afgesloten. Daarbij worden twee zaken uit het oog verloren. Ten eerste is de Historiebijbel in twee delen tot stand gekomen, waarbij het eerste deel 12 januari 1360 is gedateerd, het tweede 23 juni 1361. Het is daarom in elk geval onjuist om alleen de datum ‘1360’ te gebruiken. Ten tweede wordt vergeten dat de Bijbelvertaler in de Paasstijl dateerde. Dit wil zeggen dat men het nieuwe jaar met Pasen laat beginnen. Theo Coun heeft in zijn studie over de Bijbelvertaler opgemerkt dat dit uiteraard consequenties heeft voor de datering van vertalingen die tussen 1 januari en Pasen tot stand kwamen; deze moeten één jaar later gedateerd worden in de nieuwjaarsstijl. Het eerste deel van de Historiebijbel werd bijgevolg 12 januari 1361 voltooid. De vraag of de Bijbelvertaler nu in zes maanden het gehele tweede deel vertaalde kan hier niet beantwoord worden, maar het lijkt onwaarschijnlijk. Het ligt meer voor de hand dat hij in dat halfjaar zijn tekst tot een definitieve kopie heeft omgewerkt. Gemakshalve wordt de omschrijving ‘Bijbel van 1360’ tegenwoordig ook gebruikt voor het gehele bijbelvertaalproject, hoewel dat over een periode van ruim 25 jaar tot stand kwam. Maar alleen de Historiebijbel is een afgerond project, de overige vertalingen van Bijbelboeken ontstonden in fasen. ‘Bijbel van 1360’ is dus in alle opzichten een verwarrende term.